# Davide Ferrari
Davide Ferrari (Bologna, 21 gennaio 1958) è un poeta italiano.

## Biografia
Figlio del fotografo e giornalista Aldo Ferrari, la sua vita si è divisa fra Bologna, la città natale, e l'Abruzzo, dove a Giulianova ha trascorso la giovinezza. Ha fondato, sotto l'egida di Paolo Volponi, La Casa dei pensieri, associazione per la promozione della cultura del libro.
È stato direttore della riviste Innovazione educativa (1998-2000), Impegno nuovo, con Gregorio Scalise,  Riforma della scuola, con Franco Frabboni.
Ha seguito per molti anni, con numerosi interventi sulla stampa nazionale e con una diffusa attività di conferenziere, le vicende della scuola italiana e dei vari progetti di riforma, con un particolare interesse per i temi della presenza nella scuola di percorsi dedicati alla creatività e alla poesia.

## Opere
La sua poesia richiama i temi della giovinezza, passata a contatto con il mare, e della vita amorosa, ripercorsa con caratteristica malinconia e senso dell'incompiutezza.
Più recentemente la sua poesia ha affrontato temi e avvenimenti dell'attualità, come la tragedia dei bambini dell'Ossetia, la drammatica vicenda di Eluana Englaro e la catastrofe di Haiti.
Ha pubblicato i seguenti volumi e quaderni di poesia:
- Stanze semplici, Giornalisti associati, 1988;
- Agape, Giornalisti associati, 1989;
- Con me gioca il figlio dell'amico, Edizioni italiane di poesia e racconto, 1992;
- Civili, Stoa, 1996;
- Il movimento che ci vive accanto, E.I.P.R, 2001.

Suoi testi poetici sono apparsi sui quotidiani La Repubblica, L'Unità, Paese sera, LC, su numerose riviste letterarie in Italia, e sono stati tradotti e pubblicati in Francia, Gran Bretagna, Marocco, Algeria, Tunisia e Turchia.
Sue poesie sono state pubblicate nei seguenti libri antologici:
"Bologna e i suoi poeti : antologia del censimento della poesia" A cura di Carla Castelli e Gilberto Centi Bologna, Editoriale Mongolfiera, 1991;
"Secondo censimento della poesia bolognese", a cura di G. Centi, 1997;
"Cinque anni dopo il Duemila : terzo censimento della poesia a Bologna"
A cura di Bruno Brunini e Carla Castelli. Bologna, Giraldi ed. 2006;
"Gli occhi che gridano. Dedicato alle vittime di tutte le stragi"
Antologia poetico-fotografica a cura di S. Parma, per Radio Città Fujico e Associazione familiari vittime della strage del 2 agosto , Rosa Anna Pironti Editrice 2015;
"Sotto il cielo di Lampedusa" II vol.
A cura del Collettivo Antigone, prefazione di G. Strada, Rayuela ed. 2015;
"Antologia della letteratura curata da Budrio si racconta"
AZeta Fastpress di Bonomo Editore 2017.
"Aterrana"
antologia di scrittori italiani per salvare il borgo storico di Aterrana, curata da Licia Giaquinto, Delta 3 edizioni 2021.
In campo saggistico e giornalistico ha pubblicato i seguenti volumi individuali o collettivi:
- Bologna, una città per la scuola, La società, 1986;
- Bologna futura, imparare ed insegnare, Franco Angeli, 1989;
- Scuola: quale autonomia, Il grifo, 1990;
- Ernesto Balducci: interpretazioni, Arcipelago, 1993;
- Pasolini e Bologna, con Gianni Scalia, Pendragon, 1998.
- Identità ed Europa. Gli italiani di fronte al pluralismo religioso europeo, in Dimensione Europa, Lo specchio di Alice, 2002.
- Una buona idea della città, Su web, 2004;
- La Bologna che vogliamo, Su web, 2004.
- Mala Lingua, Format Libri, 2009.
- Saggio: La politica culturale del PCI in Emilia-Romagna,  in "Emilia rossa. Immagini, voci, memorie dalla storia del Pci in Emilia-Romagna (1946-1991), a cura di Lorenzo Capitani, Correggio, Vittoria Maselli Editore, 2012, p. 124
- Intervento: Casadeipensieri, inguaribili volontari nella cultura italiana, in "Volti e storie, il PCI nei ricordi dei suoi militanti", (Bologna 1960-1991), a cura di Lusuardi, Capitani, Roda. Vittoria Maselli Editore, 2018.
- Nel silenzio di Bologna. Una città sospesa, fotografie di Luciano Nadalini, testi di Davide Ferrari, prefazione di Eugenio Riccomini, Pendragon, 2020
- Il partigiano William. Scritti in ricordo di Lino Michelini, AA.VV a cura di Mauro Maggiorani, prefazione di Matteo Lepore,Pendragon, 2022
- Il sito di Davide Ferrari, su davideferrari2000.blogspot.com. URL consultato il 7 marzo 2021 (archiviato dall'url originale il 14 luglio 2019).
- Atlante dei poeti contemporanei, Davide Ferrari Archiviato il 6 dicembre 2018 in Internet Archive.